# Szent arkangyalok fatemplom (Somkútpataka)
A somkútpataki Szent arkangyalok fatemplom műemlékké nyilvánított épület Romániában, Máramaros megyében. A romániai műemlékek jegyzékében az  MM-II-m-A-04793 sorszámon szerepel.